# Cantón de Le Chambon-Feugerolles
El cantón de Le Chambon-Feugerolles era una división administrativa francesa, que estaba situada en el departamento de Loira y la región de Ródano-Alpes.

## Composición
El cantón estaba formado por dos comunas:
- La Ricamarie
- Le Chambon-Feugerolles

## Supresión del cantón de Le Chambon-Feugerolles
En aplicación del Decreto n.º 2014-260 de 26 de febrero de 2014, el cantón de Le Chambon-Feugerolles fue suprimido el 22 de marzo de 2015 y sus 2 comunas pasaron a formar parte del nuevo cantón de Saint-Étienne-2.